# 阿瑟·洛夫乔伊
阿瑟·洛夫乔伊（英語：Arthur Oncken Lovejoy，1873年10月10日—1962年12月30日），美国哲学家和思想史学家，凭借他的著作《存在巨链》（The Great Chain of Being，1936年）创立了被称为思想史学的学科，该书讨论了这一主题，被认为“可能是过去半个世纪以来美国思想史上最具影响力的作品”。他于1932年当选为美国哲学学会会员。1940年，他创办了《思想史研究杂志》。